# 黎槱
黎槱（越南语：／；？—1519年），越南后黎朝时期起事领袖。他是恭王黎昌（又作黎克昌）之曾孙，也是黎榜的同母弟。
1518年九月，永兴伯郑绥、文臣阮瑡与山西诸将反对黎昭宗，拥立静修公黎禄之子黎榜为帝，年号大德。1519年，郑绥废黜黎榜，拥立黎槱，改元天宪，在慈廉县建造行殿。由芽社，以闾阎人分置官属，文武进朝。
同年，黎昭宗派莫登庸率軍征讨，在菩提津大破郑绥。郑绥挟持黎槱退往安朗县。莫登庸部与郑绥在慈廉县再度相遇，莫登庸掘开堤坝，大破郑绥军，擒获黎槱，将其杀死。